# Regionalverband Saarbrücken
Der Regionalverband Saarbrücken ist ein Gemeindeverband und eine Gebietskörperschaft im Saarland. Er umfasst die Landeshauptstadt Saarbrücken und neun weitere Städte und Gemeinden der Umgebung. Er erfüllt sowohl die Angelegenheiten der kommunalen Selbstverwaltung als auch jene der Auftragsverwaltung, die gesetzlich den Landkreisen übertragen sind. Die Landeshauptstadt Saarbrücken hat jedoch einen administrativen Sonderstatus und erfüllt nicht nur regelmäßig staatliche Auftragsangelegenheiten, die ansonsten den Landkreisen zukommen, sondern ihr können solche Auftragsangelegenheiten per Gesetz auch für das gesamte Gebiet des Regionalverbandes zugewiesen werden. Sitz des Regionalverbandes und seiner Gremien ist Saarbrücken. Als Amtssitz dient im Wesentlichen das Schloss Saarbrücken.
Der Regionalverband entstand zum 1. Januar 2008 im Zuge einer am 27. November 2007 vom Landtag des Saarlandes beschlossenen Verwaltungsstrukturreform als Rechtsnachfolger des Stadtverbandes Saarbrücken. Vom Stadtverband unterscheidet sich der Regionalverband im Wesentlichen durch eine veränderte Organstruktur.

## Geographie

### Lage
Der Regionalverband Saarbrücken hat Anteil am mittleren Saartal, am Warndt und am Saar-Nahe-Bergland. Die Saar durchfließt das Verbandsgebiet von der französischen Grenze bei Saargemünd im Südosten bis hinter Völklingen im Nordwesten.
Größte und bedeutendste Stadt des Regionalverbandes ist die Landeshauptstadt Saarbrücken, die kleinste Gemeinde ist Großrosseln.

### Angrenzende Landkreise und Arrondissements
Der Regionalverband Saarbrücken grenzt im Uhrzeigersinn im Westen beginnend an die Landkreise Saarlouis, Neunkirchen und den Saarpfalz-Kreis (alle Saarland). Im Süden grenzt er an die französischen Arrondissements Forbach-Boulay-Moselle und Sarreguemines (Département Moselle).

## Geschichte
Der Stadtverband Saarbrücken entstand am 1. Januar 1974 im Zuge der Gebiets- und Verwaltungsreform des Saarlandes. Er wurde gebildet aus der bis dahin kreisfreien Landeshauptstadt Saarbrücken, dem Landkreis Saarbrücken außer der Gemeinde Rentrisch sowie den Gemeinden Ensheim und Eschringen aus dem aufgelösten Landkreis St. Ingbert. Durch die gleichzeitig stattfindende Gemeindereform wurde der Stadtverband in zehn Gemeinden gegliedert, von denen fünf das Stadtrecht besaßen. Damit entstand eine für ganz Deutschland bis dahin einzigartige Gebietskörperschaft, die in ihrer Funktion einem Landkreis glich, jedoch für die stadtverbandsangehörigen Gemeinden weitergehende Aufgaben übernahm.
Der Landkreis Saarbrücken wurde 1816 gebildet, als Preußen seine Provinzen in Regierungsbezirke und Landkreise einteilte. Preußen kam 1815, nach dem Zweiten Pariser Frieden in den Besitz der Gebiete an der Saar, als die Grenze zu Frankreich neu bestimmt und die ehemaligen deutschen Duodezfürstentümer im Südwesten des Alten Reiches offiziell aufgelöst wurden.
Historisch deckte sich der Stadtverband zu großen Teilen mit der ehemaligen Grafschaft Saarbrücken, deren Wappentiere (den silbernen Löwen der Grafen von Saarbrücken und den goldenen Nassauer Löwen) der Stadtverband im Wappen führt.

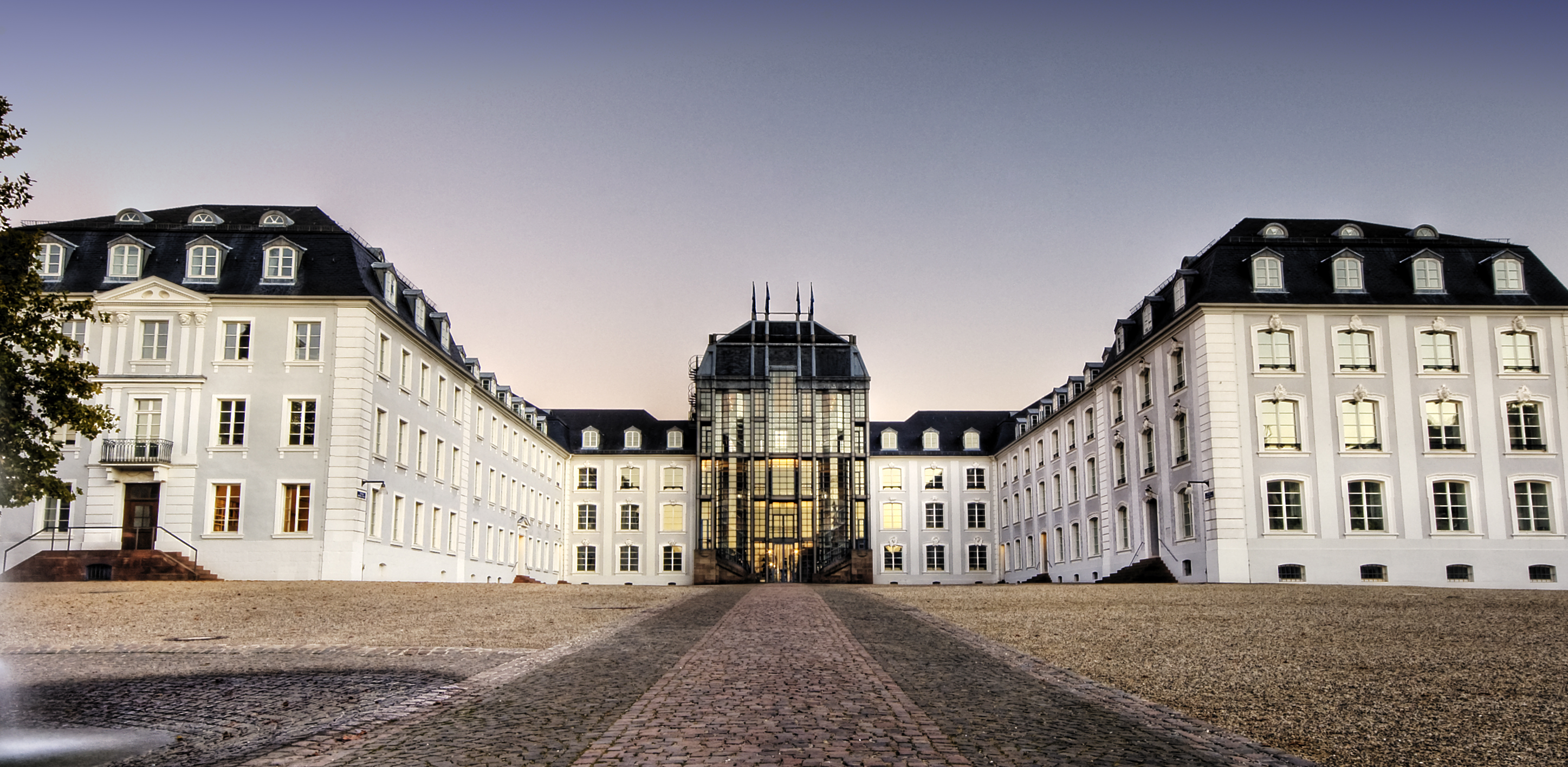
Saarbrücker Schloss, Sitz des Regionalverbandes

Mit dem Verwaltungsstrukturreformgesetz, das der Landtag des Saarlandes am 21. November 2007 mit den Stimmen der CDU-Mehrheitsfraktion beschloss, wurde der Stadtverband zum 1. Januar 2008 in den Regionalverband Saarbrücken überführt. Maßgeblicher Unterschied zur bisherigen Organstruktur ist die Schaffung eines Kooperationsrates aus Vertretern der verbandsangehörigen Gemeinden, der neben der unmittelbar von der Bevölkerung gewählten Regionalversammlung Teile der Selbstverwaltungsangelegenheiten wahrnimmt. Die verfassungsrechtliche Zulässigkeit dieses neuartigen Konstruktes wird von namhaften Rechtswissenschaftlern bezweifelt (so z. B. in einem Gutachten des Deutschen Landkreistages, das der Stadtverband Saarbrücken in Auftrag gegeben hatte).

### Einwohnerstatistik

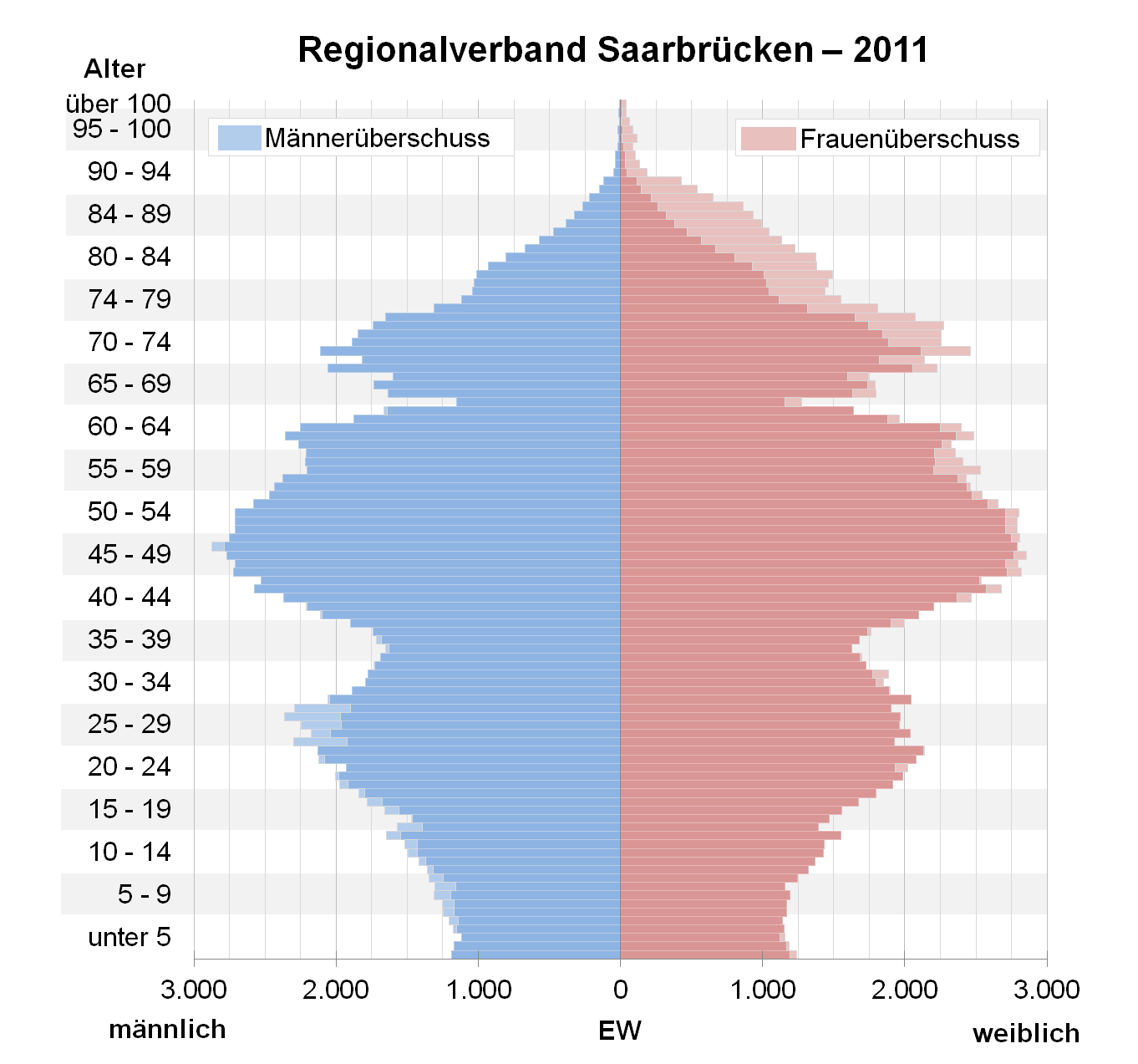
Bevölkerungspyramide für den Regionalverband Saarbrücken (Datenquelle: Zensus 2011)

| Regionalverband Saarbrücken: Einwohnerzahlen von 1974 bis 2024   | Regionalverband Saarbrücken: Einwohnerzahlen von 1974 bis 2024 | Regionalverband Saarbrücken: Einwohnerzahlen von 1974 bis 2024 | Regionalverband Saarbrücken: Einwohnerzahlen von 1974 bis 2024 | Regionalverband Saarbrücken: Einwohnerzahlen von 1974 bis 2024 |
| ---------------------------------------------------------------- | -------------------------------------------------------------- | -------------------------------------------------------------- | -------------------------------------------------------------- | -------------------------------------------------------------- |
| Jahr                                                             |                                                                |                                                                |                                                                | Einwohner                                                      |
| 1974                                                             | 1974                                                           |                                                                | 389.700                                                        | 389.700                                                        |
| 1980                                                             | 1980                                                           |                                                                | 365.400                                                        | 365.400                                                        |
| 1990                                                             | 1990                                                           |                                                                | 361.400                                                        | 361.400                                                        |
| 2000                                                             | 2000                                                           |                                                                | 350.900                                                        | 350.900                                                        |
| 2010                                                             | 2010                                                           |                                                                | 332.333                                                        | 332.333                                                        |
| 2016                                                             | 2016                                                           |                                                                | 329.593                                                        | 329.593                                                        |
| 2024                                                             | 2024                                                           |                                                                | 333.149                                                        | 333.149                                                        |
| Quelle(n): Fortschreibung des Statistischen Amtes des Saarlandes |                                                                |                                                                |                                                                |                                                                |

### Konfessionsstatistik
Gemäß dem Zensus 2011 waren 51,8 % (169.460 Einwohner) römisch-katholisch, 23,5 % der Einwohner evangelisch und 24,6 % waren konfessionslos, gehörten einer anderen Glaubensgemeinschaft an oder machten keine Angabe. Der Anteil der Protestanten und Katholiken an der Gesamtbevölkerung ist seitdem jährlich um 1 Prozentpunkt gesunken. Gemäß dem Zensus 2022 waren im Jahr 2022 41,2 % (135.543) der Einwohner katholisch, 18,4 % evangelisch, und 40,4 % waren konfessionslos, gehörten einer anderen Glaubensgemeinschaft an oder machten keine Angabe.
Laut kirchliche Statistik hatte der Regionalverband Saarbrücken Ende 2022 (Dekanat Völklingen und Dekanat Saarbrücken) 132.895 (40,2 %) Katholiken. Ende 2023 hatte der Regionalverband Saarbrücken (Dekanat Völklingen und Dekanat Saarbrücken) 128.218 (38,6 %) Katholiken und Ende 2024 123.755 katholische Kirchenmitglieder.

### Christentum
In der Grafschaft Saarbrücken war 1575 die Reformation mit dem lutherischen Bekenntnis eingeführt worden. Schon im 17. Jahrhundert begann mit der planmäßigen Ansiedlung reformierter Hugenotten und, auf Druck der Reunionspolitik Ludwigs XIV., mit der Wiederzulassung der katholischen Kirche die konfessionelle Vielfalt. Durch die Zuwanderung von Arbeitskräften für die Montanindustrie aus dem fast ausschließlich katholischen Umland während der Industrialisierung im Laufe des 19. Jahrhunderts verschob sich das Konfessionsverhältnis. Die katholischen Gemeinden gehören fast ausnahmslos zum Bistum Trier, lediglich einige Gemeinden im Osten von Saarbrücken gehören zum Bistum Speyer.
Die evangelische Bevölkerung des Kreises und der Stadt gehörte (mit Ausnahme der Gemeinden Ensheim und Schnappach, die zur Pfälzischen Landeskirche gehören) seit der Saarbrücker Union der ehemals lutherischen Landeskirche der Grafschaft mit den beiden reformierten Gemeinden in Saarbrücken und Ludweiler 1817 zur Evangelischen Kirche in Preußen (ab 1922 unter dem Namen Evangelische Kirche der altpreußischen Union; APU, EKapU), und dort zur 1826 gebildeten Kirchenprovinz der Rheinprovinz mit dem Provinzialkonsistorium in Koblenz (ab 1934 in Düsseldorf). 1947 wurde die Kirchenprovinz als Evangelische Kirche im Rheinland (EKiR) eine selbständige Landeskirche und bis 2003 Gliedkirche der Evangelischen Kirche der Union (EKU; so der Name der reorganisierten APU ab 1953). Fast alle evangelischen Gemeinden im Regionalverband sind der EKiR zugeordnet.

## Politik
Die Organe des Stadtverbandes Saarbrücken waren der direkt gewählte Stadtverbandstag (entsprach einem Kreistag), der Planungsrat und der Stadtverbandsausschuss als „Legislative“ sowie der Stadtverbandspräsident als Leiter der Verwaltung und Vorsitzender des Stadtverbandstages (rechtlich einem Landrat vergleichbar).

### Stadtverbandspräsidenten
- 1974: Walter Henn, FDP/DPS, als letzter Landrat des Landkreises Saarbrücken kommissarischer Stadtverbandspräsident
- 1974–1975: Werner Klumpp, FDP/DPS
- 1975–1985, Klaus Maria Heinemann, Freie Demokratische Partei, FDP/DPS
- 1985–1991: Franz-Ludwig Triem, SPD
- 1992–1998: Karl-Heinz Trautmann, SPD
- 1998–2007: Michael Burkert, SPD
- 2007–2008: Elfriede Nikodemus (kommissarisch)

### Regionalverbandsdirektor
Am 1. Januar 2008 wurde Ulf Huppert (FDP) kommissarisch „Beauftragter für das Amt des Regionalverbandsdirektors“.
Am 7. Juni 2009 stand das Amt des Regionalverbandsdirektors erstmals zur Wahl. Keiner der Kandidaten konnte an diesem Tag die absolute Mehrheit erringen. Bei der Stichwahl am 21. Juni 2009 setzte sich Peter Gillo (SPD) mit 60,22 % gegen Rainer Grün (CDU) mit 39,78 % durch. Dabei konnte Gillo in allen Kommunen des Regionalverbands außer Püttlingen mehr Stimmen auf sich vereinigen als sein Konkurrent. Die Wahlbeteiligung betrug bei der Stichwahl lediglich 21,2 %.
Seit dem 1. Januar 2025 ist Carolin Lehberger (SPD) neue Regionalverbandsdirektorin. Sie setzte sich bei der Stichwahl am 23. Juni 2024 mit 53,36 % gegen ihren Mitbewerber Ralph Helmut Schmidt (46,64 %, CDU) durch. Die Wahlbeteiligung lag bei 29,34 %.

### Kooperationsrat
Wesentliche kommunale Aufgaben sollen ab dem Zeitpunkt der nächsten Kommunalwahl nicht mehr durch die von den Bürgern des Stadtverbands gewählte Regionalversammlung, sondern durch einen Kooperationsrat aus Vertretern der verbandsangehörigen Gemeinden entschieden werden. Seine Zuständigkeiten erstrecken sich auf bestimmte, enummerativ in § 211a KSVG n. F. aufgezählte kommunale Selbstverwaltungsangelegenheiten. Damit soll dem Kooperationsgedanken und dem besonderen Abstimmungsbedarf im Saarbrücker Stadt-Umland-Raum Rechnung getragen werden.
Wie schon bisher zählt zu diesen Aufgaben die Flächennutzungsplanung, die als originär gemeindliche Aufgabe ausnahmsweise zur Bewältigung der besonderen Stadt-Umland-Situation der übergeordneten Ebene übertragen und von einem eigens dafür eingerichteten Planungsrat wahrgenommen wird. Neu zu den Kooperationsaufgaben hinzu kommen die Wirtschaftsförderung, der öffentliche Personennahverkehr sowie die Koordination der Sport-, Erholungs- und Freizeitmaßnahmen. Außerdem besitzt der Kooperationsrat zahlreiche Anhörungsrechte in Angelegenheiten, für die die Regionalversammlung zuständig ist.

### Juristische Bewertung
Wegen des aus Art. 28 Abs. 1 Satz 2 GG hergeleiteten Erfordernisses einer aus unmittelbarer Volkswahl hervorgegangenen Vertretungskörperschaft, die grundsätzlich alle Selbstverwaltungsangelegenheiten zu erfüllen hat, wird die Einrichtung des Kooperationsrats für verfassungswidrig gehalten. Da die Mitglieder des Kooperationsrats von den Gemeinden beschickt werden, fehle es an einer homogenen unmittelbaren demokratischen Legitimation. Die Gegenauffassung hält den Kooperationsrat für zulässig, da ihm nur ein Ausschnitt der kommunalen Selbstverwaltungsangelegenheiten übertragen worden ist und das wichtige Budgetrecht bei der Regionalversammlung verbleibe. Eine endgültige Klärung wird wohl erst der Verfassungsgerichtshof des Saarlandes herbeiführen. Derzeit ist noch unklar, ob das insofern angekündigte Verfahren tatsächlich eingeleitet wird.

### Regionalverband als Gebietskörperschaft
Darüber hinaus entspricht der Regionalverband in weiten Teilen einem herkömmlichen Landkreis. Umstritten ist jedoch, ob er auch Gemeindeverband im Sinne von Art. 28 Abs. 2 Satz 2 GG sein kann. Hiergegen wird angeführt, dass der Regionalverband durch den Kooperationsrat zu starke bundkörperschaftliche Elemente erhalten hat. Dann wäre er nicht mehr als klassische Gebietskörperschaft zu qualifizieren und es läge ein Verstoß gegen die verfassungsrechtlich verankerte objektive Rechtsinstitutionsgarantie vor.

### Regionalversammlung
Die Regionalversammlung ist die kommunale Volksvertretung im Regionalverband Saarbrücken. Über ihre Zusammensetzung entscheiden die Bürger alle fünf Jahre.
Die letzte Kommunalwahl fand statt am 9. Juni 2024. Nach einer Klage der AfD gegen ihre Nichtzulassung aufgrund zweier eingereichter Listen wurde das Ergebnis der Wahl 2024 vom Verwaltungsgericht Saarlouis für ungültig erklärt und Neuwahlen angeordnet. Das Urteil ist noch nicht rechtskräftig.
| Regionalversammlungsversammlung Saarbrücken 2024Wahlbeteiligung: 59,6 % 403020100 32,229,610,88,67,46,42,62,5keine CDUSPDGrüneFWLinkeFDPbuntSfASonst.Gewinne und Verlusteim Vergleich zu 2019 %p 10 8 6 4 2 0 −2 −4 −6 −8−10−12−14+4,1−0,1−4,4+8,6−1,8+1,7+2,6+1,6−12,2CDUSPDGrüneFWLinkeFDPbuntSfASonst. | Sitzverteilung in der Regionalversammlung Saarbrücken seit 2024Insgesamt 45 Sitze - Linke: 3 - bunt: 1 - SPD: 13 - Grüne: 5 - SfA: 1 - FW: 4 - FDP: 3 - CDU: 15 |

| Parteien und Wählergemeinschaften | % 2024 | Sitze 2024 | % 2019 | Sitze 2019 | % 2014 | Sitze 2014 | % 2009 | Sitze 2009 | % 2004 | Sitze 2004 | % 1999 | Sitze 1999 | % 1994 | % 1989 | % 1984 |
| --------------------------------- | ------ | ---------- | ------ | ---------- | ------ | ---------- | ------ | ---------- | ------ | ---------- | ------ | ---------- | ------ | ------ | ------ |
| CDU                               | 32,2   | 15         | 28,1   | 14         | 33,0   | 16         | 30,7   | 15         | 42,6   | 22         | 44,9   | 22         | 34,6   | 31,9   | 40,1   |
| SPD                               | 29,6   | 13         | 29,7   | 14         | 31,9   | 15         | 30,3   | 14         | 34,3   | 18         | 42,0   | 21         | 44,9   | 47,5   | 48,7   |
| GRÜNE                             | 10,8   | 5          | 15,2   | 7          | 8,3    | 4          | 8,2    | 4          | 7,2    | 3          | 5,8    | 2          | 9,3    | 6,3    | 5,1    |
| DIE LINKE                         | 7,4    | 3          | 9,2    | 4          | 10,3   | 5          | 16,3   | 7          | 3,2    | 0          | 1,5    | 0          | –      | –      | –      |
| FW/BB                             | 8,6    | 4          | –      | –          | 1,7    | 0          | 3,6    | 1          | 3,2    | 0          | –      | –          | 1,9    | –      | –      |
| FDP                               | 6,4    | 3          | 4,7    | 2          | 3,4    | 1          | 8,8    | 4          | 5,2    | 2          | 3,6    | 0          | 4,2    | 6,9    | 4,9    |
| bunt.saar                         | 2,6    | 1          | –      | –          | –      | –          | –      | –          | –      | –          | –      | –          | –      | –      | –      |
| Saarland für Alle                 | 2,5    | 1          | 0,9    | 0          | 0,8    | 0          | –      | –          | –      | –          | –      | –          | –      | –      | –      |
| AfD                               | –      | –          | 8,4    | 4          | 5,6    | 2          | –      | –          | –      | –          | –      | –          | –      | –      | –      |
| PIRATEN                           | –      | –          | 1,9    | 0          | 2,9    | 1          | –      | –          | –      | –          | –      | –          | –      | –      | –      |
| ÖDP                               | –      | –          | 1,2    | 0          | –      | –          | –      | –          | –      | –          | –      | –          | –      | –      | –      |
| NPD                               | –      | –          | 0,6    | 0          | 2,1    | 1          | 2,0    | 0          | 4,2    | 0          | –      | –          | 0,3    | 1,0    | –      |
| REP                               | –      | –          | –      | –          | –      | –          | –      | –          | –      | –          | 2,2    | 0          | 3,8    | 4,9    | –      |
| Sonstige                          | –      | –          | –      | –          | –      | –          | –      | –          | –      | –          | –      | –          | 1,0    | 1,7    | 1,3    |
| Gesamt                            | 100    | 45         | 100    | 45         | 100    | 45         | 100    | 45         | 100    | 45         | 100    | 45         | 100    | 100    | 100    |
| Wahlbeteiligung                   | 59,6 % | 59,6 %     | 58,0 % | 58,0 %     | 46,0 % | 46,0 %     | 50,3 % | 50,3 %     | 50,0 % | 50,0 %     | 52,1 % | 52,1 %     | 69,3 % | 74,8 % | 74,8 % |

### Wappen
Das gevierte Wappen des Regionalverbandes Saarbrücken zeigt im ersten und vierten Feld den silbernen Löwen der Grafen von Saarbrücken-Commercy sowie im zweiten und dritten Feld den goldenen Löwen der Grafen und Fürsten von Nassau-Saarbrücken.

## Wirtschaft und Infrastruktur
Im Jahre 2016 betrug das Bruttoinlandsprodukt (BIP) der Region 13,825 Milliarden Euro und belegte damit Rang 25 in der Rangliste der deutschen Städte und Regionalverbände nach Wirtschaftsleistung. Der Anteil an der Wirtschaftsleistung des Saarlands betrug 40,3 %. Das BIP pro Kopf lag im selben Jahr bei 42.088 Euro (Saarland: 34.465 Euro, Deutschland 38.180 Euro). In dem Regionalverband Saarbrücken waren 2016 ca. 209.100 Personen beschäftigt. Die Arbeitslosenquote lag im Dezember 2018 bei 7,8 % und damit über dem saarländischen Durchschnitt von 5,7 %.
Wie auch in anderen Landkreisen im Saarland gab es im Bereich des Regionalverbandes einen intensiven Bergbau. Heute erinnert an ihn die Saarländische Bergbaustraße.

### Verkehr

#### Straßenverkehr
Im Gebiet des Regionalverbands Saarbrücken beginnen
- die A 6 (von Paris und Metz (Frankreich) kommend) in Richtung Mannheim und
- die A 1 in Richtung Trier.

Ferner führt
- die A 623 von Saarbrücken aus in Richtung Norden und verbindet dort die nördlichen Gebiete des Regionalverbands mit der
- A 8 Luxembourg – Pirmasens.

Zahlreiche Bundes- und Landesstraßen erschließen darüber hinaus das Gebiet des Regionalverbands. Die wichtigsten sind
- die B 41 in Richtung Bad Kreuznach und
- die B 51 über Saarlouis weiter in nördliche Richtung.

Erwähnenswert ist darüber hinaus die A 620 („Nebenfluss der Saar mit dreizehn Buchstaben“: Die Stadtautobahn), die durch das Stadtland entlang des Flusses Saar die A 6 im Südosten mit der A 8 im Südwesten verbindet. Durch Hochwasser der Saar wird sie immer wieder überflutet, was zu erheblichen Verkehrsbehinderungen im gesamten Stadtgebiet führt.

#### Eisenbahn

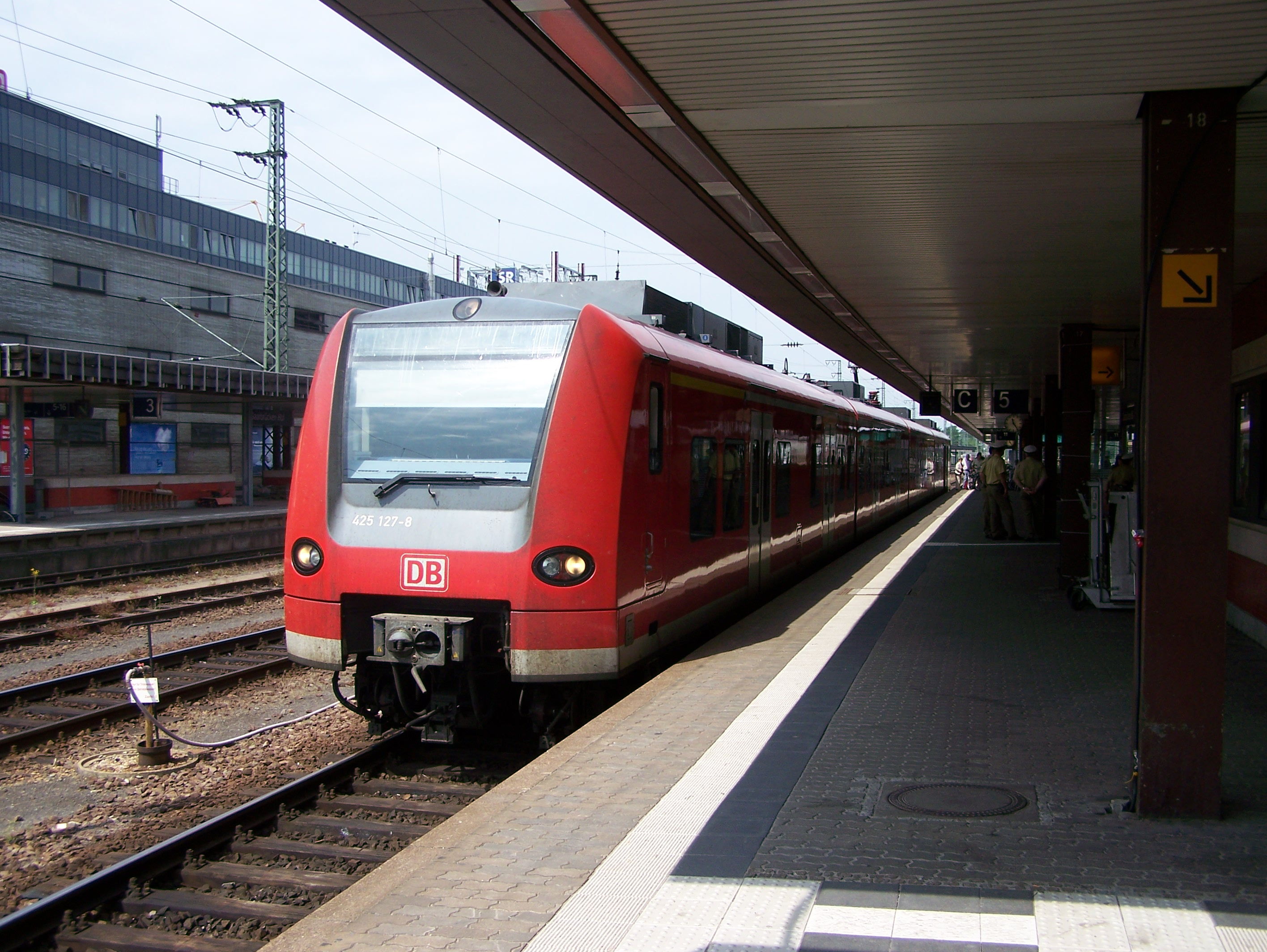
Zug der Baureihe 425 an Gleis 5 des Saarbrücker Hauptbahnhofs

Der Hauptbahnhof Saarbrücken stellt das eisenbahntechnische Zentrum des Regionalverbandes, wie auch des Landes dar.
Saarbrücken war lange Zeit Sitz einer Eisenbahndirektion, die von Bitburg im Norden bis Kirn im Nordosten und im Osten über Kaiserslautern hinaus reichte.
Im Regionalverbandsgebiet verlaufen folgende Kursbuchstrecken (KBS) der Deutschen Bahn AG:
- KBS 670: Saarbrücken – Kaiserslautern – Mannheim (Linien RE 1, RB 68, RB 70, RB 71)
- KBS 680: Saarbrücken – Idar-Oberstein – Mainz (Linien RE 3, RB 73)
- KBS 681: Saarbrücken – Lebach-Jabach (Linie RB 72)
- KBS 682: Saarbrücken – Forbach – Metz – Paris (int. KBS F6) (Linie RE 18, gefahren von der SNCF)
- KBS 684: Saarbrücken – Sarreguemines – Straßburg (Zugverkehr durch die SNCF, Stadtbahnverkehr auf der Schienenstrecke durch die Saarbahn)
- KBS 685: Saarbrücken – Trier (Linien RE 1, RB 70, RB 71)

#### Sonstiger öffentlicher Personennahverkehr

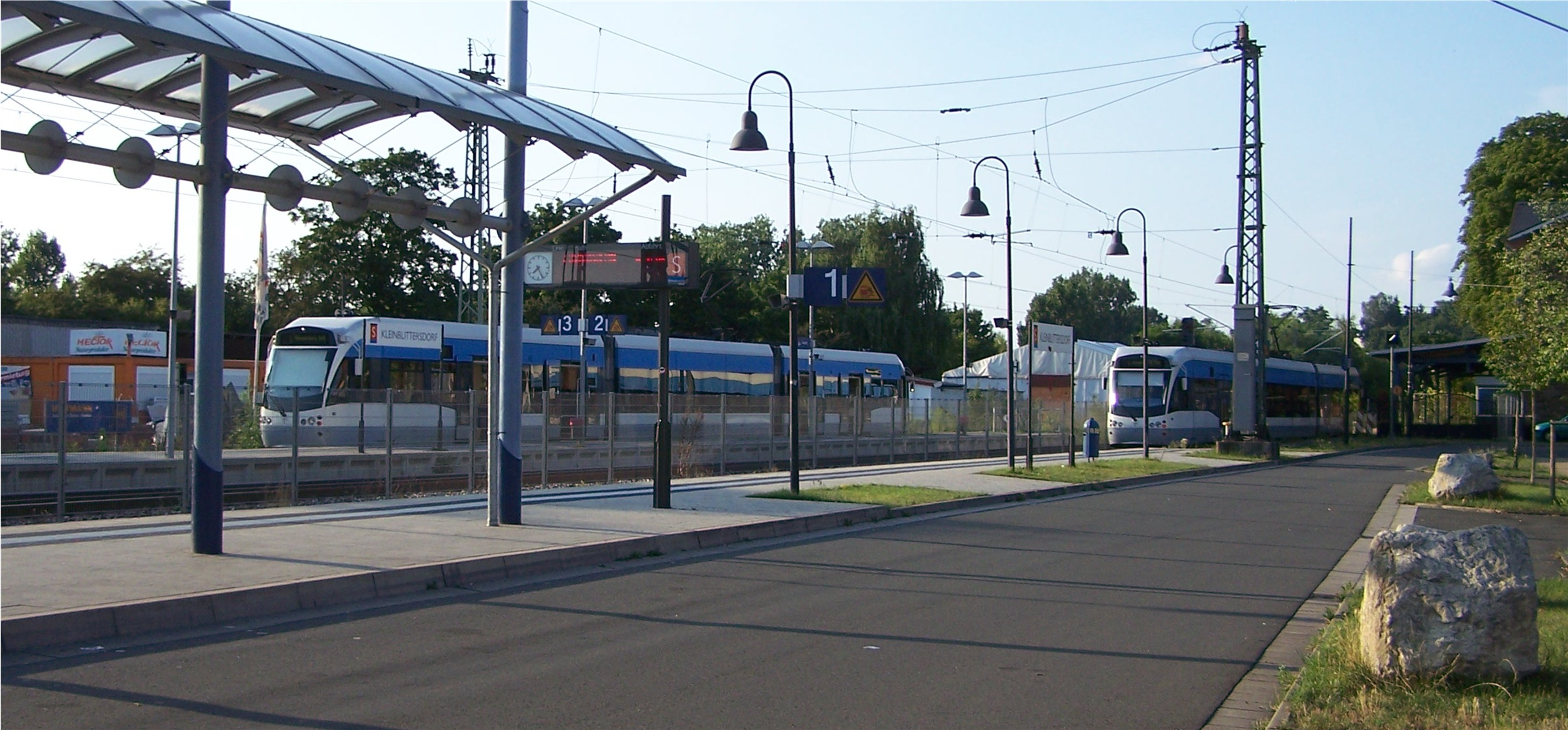
Zwei Stadtbahnen im Bahnhof von Kleinblittersdorf

Das Gebiet des Regionalverbandes Saarbrücken ist Teil des saarländischen Verkehrsverbundes SaarVV.
Hier verkehren in der Landeshauptstadt und in den Anrainergemeinden Kleinblittersdorf, Riegelsberg und Heusweiler (sowie Saargemünd, Mandelbachtal, Forbach, St. Ingbert und Lebach außerhalb des Regionalverbands) die Züge und Busse der Saarbahn auf weit über 50 Linien sowie der Verkehrsgesellschaft Saar-Pfalz-Bus, die auch den Busverkehr in die Nachbarkreise durchführt.
In der Stadt Völklingen werden die Linien von den Stadtwerken Völklingen gefahren. Außerdem gibt es Anschlusslinien nach Luxemburg-Stadt sowie über Forbach nach Saint-Avold (Frankreich).

#### Flughafen

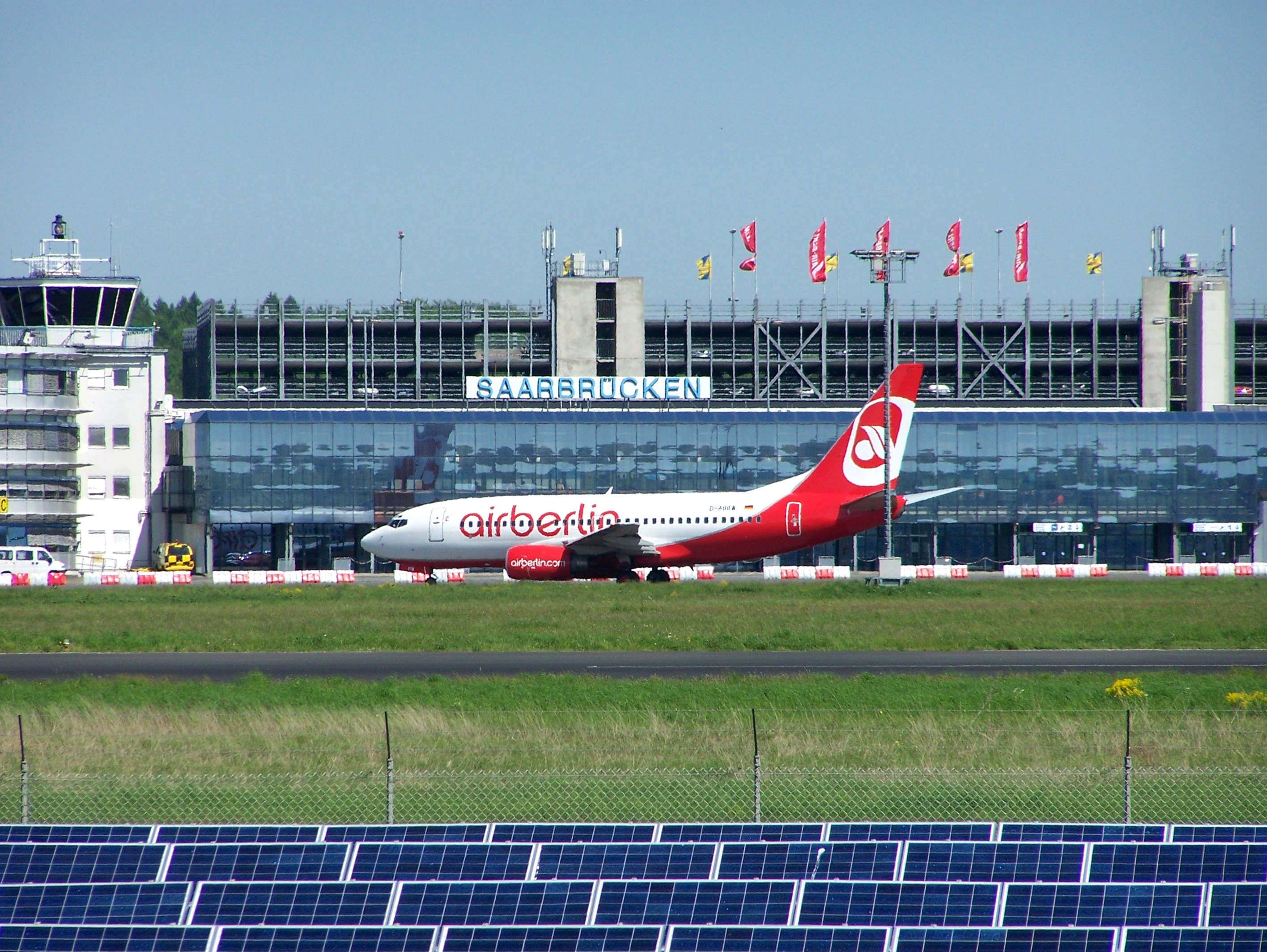
Flughafen Saarbrücken

Der Flughafen Saarbrücken im Saarbrücker Stadtteil Ensheim ist ein internationaler deutscher Verkehrsflughafen mit internationalem Verkehr und bedient sowohl Linienflüge als auch Charterverkehr.

#### Schifffahrt
Die Bedeutung der Saar als Verkehrsweg

## Gemeinden
(Einwohner am 31. Dezember 2024)
| Städte 1. Friedrichsthal (10.180) 2. Püttlingen (18.361) 3. Saarbrücken, Kreisstadt und Landeshauptstadt (182.971) 4. Sulzbach/Saar (16.376) 5. Völklingen, Mittelstadt (40.952) Weitere Gemeinden 1. Großrosseln (7.835) 2. Heusweiler (18.427) 3. Kleinblittersdorf (10.856) 4. Quierschied (12.895) 5. Riegelsberg (14.296) |

## Schutzgebiete
Im Landkreis befinden sich 15 ausgewiesene Naturschutzgebiete (Stand Februar 2017).

## Kfz-Kennzeichen
Am 1. März 1974 wurde dem Stadtverband Saarbrücken das seit dem 1. Januar 1957 für die kreisfreie Stadt Saarbrücken und den Landkreis Saarbrücken gültige Unterscheidungszeichen SB zugewiesen und zum 1. Januar 2008 vom nunmehrigen Regionalverband Saarbrücken übernommen. Es wurde durchgängig ausgegeben.
Das Unterscheidungszeichen VK stand und steht für die Mittelstadt Völklingen im Landkreis Saarbrücken, danach im Stadtverband Saarbrücken bzw. aktuell im Regionalverband Saarbrücken. Es wird nur für diese durchgängig seit dem 1. Januar 1968 ausgegeben.